# Milija Aleksic
Milija Anthony Aleksic (Newcastle-under-Lyme, 14 april 1951 –  Johannesburg, 17 oktober 2012) was een Engels voetbaldoelman die onder meer speelde voor Luton Town, Tottenham Hotspur, Port Vale en Plymouth Argyle.

## Erelijst
- FA Trophy: 1972
- FA Cup: 1981